# Panguitch, Utah
Panguitch, Utah (енгл. Panguitch) град је у америчкој савезној држави Јута.

## Демографија
По попису из 2010. године број становника је 1.520, што је 103 (-6,3%) становника мање него 2000. године.
| Група             | 2000.         | 2010.         |
| Белци             | 1.515 (93,3%) | 1.427 (93,9%) |
| Афроамериканци    | 8 (0,5%)      | 11 (0,7%)     |
| Азијати           | 2 (0,1%)      | 6 (0,4%)      |
| Хиспаноамериканци | 47 (2,9%)     | 46 (3,0%)     |
| Укупно            | 1.623         | 1.520         |